# Pinós (poble)
|  | Per a altres significats, vegeu «El Pinós». |

Pinós és un dels cinc pobles o entitats de població que hi ha al municipi del mateix nom, a la comarca catalana del Solsonès. És sobre un turó de poc més de vuit-cents msnm

## Demografia

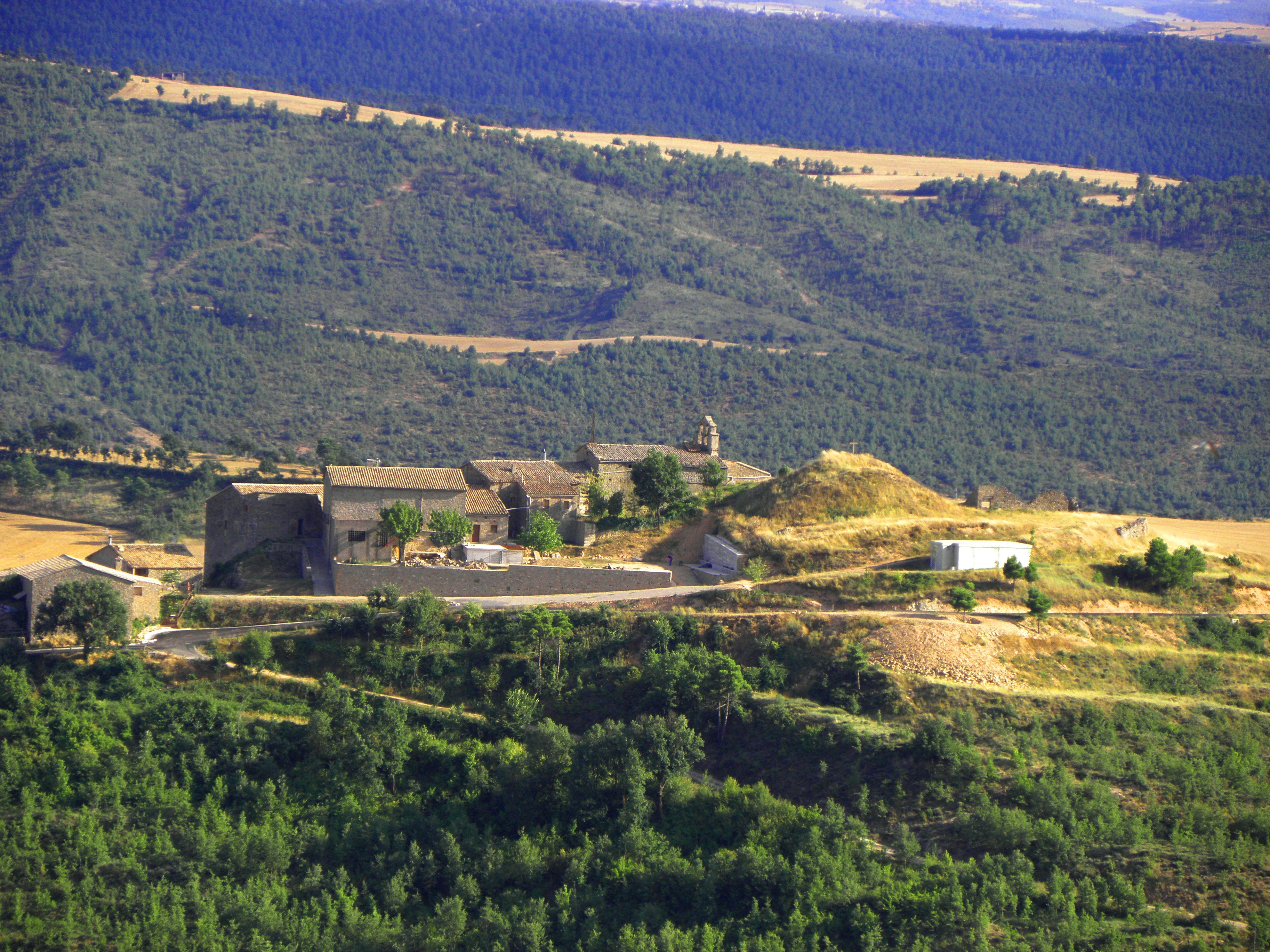
La cara nord del nucli de Pinós

| Evolució demogràfica |            |            |            |                   |                   |                   |       |
| Any                  | Nucli urbà | Nucli urbà | Nucli urbà | Poblament dispers | Poblament dispers | Poblament dispers | Total |
| Any                  | Homes      | Dones      | Total      | Homes             | Dones             | Total             | Total |
| 2000                 | 0          | 0          | 0          | 28                | 18                | 46                | 46    |
| 2001                 | 0          | 0          | 0          | 25                | 17                | 42                | 42    |
| 2002                 | 0          | 0          | 0          | 25                | 14                | 39                | 39    |
| 2003                 | 0          | 0          | 0          | 25                | 17                | 42                | 42    |
| 2004                 | 0          | 0          | 0          | 25                | 17                | 42                | 42    |
| 2005                 | 0          | 0          | 0          | 26                | 18                | 44                | 44    |
| 2006                 | 0          | 0          | 0          | 27                | 18                | 45                | 45    |
| 2007                 | 0          | 0          | 0          | 28                | 21                | 49                | 49    |
| 2008                 | 0          | 0          | 0          | 22                | 22                | 44                | 44    |
| Font: INE            |            |            |            |                   |                   |                   |       |